# JWPce
JWPce — свободный текстовый процессор для японского языка, работающий на платформах Windows 95, ME, 2000, XP, NT и CE. Он предназначен для работы с текстом, содержащим японские иероглифы. Является свободным программным обеспечением, и распространяется согласно GNU General Public License.

## Описание
Один из двух широко используемых текстовых редакторов для японского языка, который является бесплатным, в отличие от NJStar.
По умолчанию имеет английский язык интерфейса. Языковые пакеты для других языков можно скачать с официального сайта разработчика. Программа может использовать встроенные шрифты и не зависит от того, установлена ли в операционной система поддержка иероглифов.
JWPce может работать одновременно с русским, японским и английским текстом. Он полезен при изучении японского языка, поскольку имеет встроенный англо-японский словарь, справочник иероглифов, программы поиска иероглифов по нескольким ключам, программы работы с карточками иероглифов и т. д.
JWPce поддерживает различные кодировки файла, а также позволяет пользователю настраивать шрифты, используемые для отображения текста в различных частях текстового процессора.
JWPce может работать в режиме отслеживания содержимого буфера обмена, отыскивая перевод каждого скопированного слова.
Ключевой особенностью JWPce является то, что он без ошибок работает на Windows CE и платформах Pocket PC. Это позволяет изучающим японский язык использовать его на КПК в качестве электронного японского словаря. Версия для Windows также работает и под Wine в Unix-подобных операционных системах.